# هرموجنس زانتوسی
هرموجنس، پسر آپولونیوس (یونانی باستان: Ἑρμογένης Ἀπολλωνίου) مشهور به هرموجنس، اهل زانتوس (به یونانی باستان: Ἑρμογένης Ξάνθιος) که همچنین با نام تیتوس فلاویوس هرموجنس (به یونانی باستان: Τίτος Φλάουιος Ἑρμογένης) ثبت شده، یک شهروند رومی بود که با نام مستعار «اسب» (ὁ Ἵππος) هم او را می‌خواندند. او یک ورزشکار یونانی از دولت-شهر زانتوس در لیکیه بود که در سدهٔ اول پس از میلاد زندگی می‌کرد.
هرموجنس به صورت حرفه‌ای در مسابقات دویدن شرکت می‌کرد و توانسته بود سی و یک عنوان در بازی‌های پان‌هلنیک «ادواری» به دست آورد، از جمله هشت عنوان در بازی‌های المپیک به نام او ثبت شده است. او همچنین در مسابقات ایزولمپیک هم عالی می‌درخشید. هرموجنس زانتوسی در مسابقه زره‌پوش در بازی‌های کاپیتولین، که در خلال تفریح دومیتیان در رم به سال ۸۶ پس از میلاد، برگزار شده بود، پیروز شد. گفته می‌شود که امپراتور به عنوان پاداش به او تابعیت رومی اعطا کرد. احتمالاً در سال ۹۰ پس از میلاد بود که در ورودی لاتونِ زانتوس، در مکانی که به افتخار او نامگذاری کرده بودند، بنای یادبودی احداث شد.

## ورزشکار
طبق کتیبه روی بنای یادبود او در زانتوس، هرموجنس پسر آپولونیوس بود، یا بر اساس کتیبه فهرست برندگان در سباستا («بازی‌های آگوستا») که در نئاپولیس قرار دارد، پسر دمتریوس بود. به گفته میراندا د مارتینو، که کتیبه دوم را تجزیه و تحلیل کرده، این اختلاف در نام والدین می‌تواند به دلیل رواج «فرزندخواندگی رومی» باشد. هرموجنس در مسابقات پیاده‌روی تخصص داشت و در ورزش استادیون مسافتی به طول یک استادیوم (تقریباً ۱۹۲ متر) را فوق‌العاده سریع می‌پیمود. در ورزش دیائولو مسیری به طول دو استادیوم (تقریباً ۳۸۴ متر)؛ و در هوپلیتودروموس که به صورت زره‌پوش مسیر دو استادیوم را طی می‌کردند، نیز شرکت می‌جست.
لقبی که مردم به او داده بودند، «اسب» (ὁ Ἵππος) بود. هرموجنس در طول دهه ۸۰ پس از میلاد هشت تاج المپیک را به دست آورد. او در بازی‌های المپیک ۲۱۵ و ۲۱۷ در سال‌های ۸۱ و ۸۹ پس از میلاد به‌عنوان یک «تریاست» شرکت کرد یعنی هر سه مسابقات استادیون، دیائولو و هوپلیتودروموس را با قهرمانی به پایان رسانید. علیرغم اینکه در سال ۸۵ بعد از میلاد، دیگر در مسابقه استادیون برنده نشد، اما توانست عنوان خود را در دو رویداد دیگر آن سال حفظ کند. لوئیجی مورتی می‌گوید پیروزی او در رویدادهای مختلف دیگر همانند دولیچوس (مسابقه طولانی) یا پنج‌گانه بعید به نظر نمی‌رسد؛ زیرا یک دونده استادیون و دوندگان سرعت می‌توانند مهارت‌های لازم برای چنین مسابقاتی را هم داشته باشند.
او پنج پیروزی در بازی‌های پیتیان، ۹ پیروزی در بازی‌های ایستمی و ۹ پیروزی دیگر در بازی‌های نمیان در کارنامهٔ خود داشت. هرموجنس همچنین در مسابقه‌های زره‌پوش در بازی‌های کاپیتولین که توسط دومیتیان در رم به سال ۸۶ میلادی برگزار شده بود، قهرمان شد. در سایر رقابت‌های ایزولمپیک، او هفت پیروزی (به نام سپر) در هرایا آرگوس، پنج پیروزی در بازی‌های پرگامون (بازی‌های کوینون آسیایی)، پنج پیروزی در بالبیلئا (اِفِسوس) و چهار پیروزی در آکتیا (نیکوپولیس)، چهار قهرمانی در سباستا («بازی‌های آگوستن») در نئاپولیس، چهار پیروزی در بازی‌های سمیرنا (بازی‌های کوینون آسیایی)، چهار پیروزی در بازی‌های سوریه، کیلیکیه و فنیقیه (که در انطاکیه به عنوان بخشی از فرقه امپراتوری جشن می‌گرفتند) و سه پیروزی در سباستای اسکندریه و همچنین مقام‌های متعدد دیگری در «مسابقه‌های بسیار دیگر» کسب کرده بود.
هرموجنس "مسابقه جام زره‌پوش" را در حوالی پلاته که به پاس نبرد پلاته در ۴۷۹ قبل از میلاد جشن گرفته بودند نیز بُرد. این مسابقه، طولانی‌تر از یک هوپلیتودروموس معمولی (به طول دو استادیوم) بود و تقریباً به طول پانزده استادیوم، از جام میدان نبرد تا محراب زئوس الوتریوس ("زئوس آزاد کننده") در شهر، را در بر می‌گرفت. این مسیر طولانی موجب می‌شد قهرمان به عنوان "بهترین در میان یونانی‌هاً مورد ستایش قرار گیرد.

## افتخارات

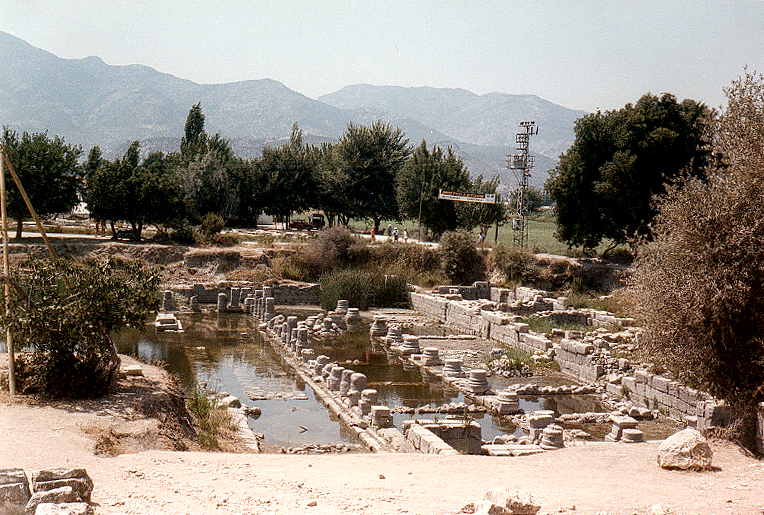
جادهٔ پیاده‌رویی در زانتوس، لتون که در نزدیکی بنای یادبود هرموجنس زانتوسی قرار داشت.

هرموجنس، شهروند زانتوس، به دلیل پیروزی در بازی‌های کاپیتولین توسط یکی از امپراتوران فلاوی، احتمالاً دومیتیان، تابعیت رومی دریافت کرد. این افتخار باعث می‌شد در کتیبه‌ها از او به اسامی پرینومن (تیتوس، یکی از نام‌های دومیتیان) و جنتیلیسیوم (فلاویوس) استفاده کنند. کتیبه روی بنای یادبود او در لتونِ زانتوس همچنین نشان می‌دهد که هرموجنس شهروند شهرهای پاتارا (یک شهر همسایه لیکیه که ارتباط نزدیکی با زانتوس دارد)، اسکندریه (به‌طور خاص به عنوان یک شهر معتبر ذکر شده) و «همه برجسته‌ترین شهرهای آسیا و یونان» بود. احتمالاً به دلیل موفقیت او در بازی‌هایی که در آن شهرها برگزار می‌شد اغلب به او شهروندی افتخاری اعطا می‌کردند.
او همچنین عنوان پارادوکسونیکس به معنی «پیروز فوق‌العاده» را داشت. این اصطلاح در ابتدا برای ورزشکارانی استفاده می‌شد که علیرغم وجود همه خطرات به پیروزی دست می‌یافتند. این لقب به‌طور خاص به ورزشکارانی داده می‌شد که در یک روز در یک بازی کشتی و پانکریشن پیروز می‌شدند و بدین شکل خود را جانشین هراکلس نشان می‌دادند. این عنوان به ورزشکارانی تعمیم می‌یافت که در یک دوره از بازی‌ها در دو یا سه رشته قهرمانی کسب کردند.
احتمالاً در حدود سال ۹۰ پس از میلاد، بنای یادبود بزرگی که به هرموجنس اختصاص یافته بود، در ورودی لتون زانتوس به افتخار او ساخته شد. لتون پناهگاه فدرال کنفدراسیون لیکیا بود. این بنای تاریخی به طول ۳٫۶۰ متر و ارتفاع تقریبی ۱ تا ۱٫۴۰ متر با عرض کمی بیش از ۹۰ سانتی‌متر، شامل چهارپایه کتیبه‌ای با دو مجسمه برنزی در هر انتها بود. پیکرهٔ هموجنس به ورودی پروپیلائوم نزدیک بود و یک ورزشکار دونده را نشان می‌داد که در حالت خوشامدگویی به بازدیدکنندگان یا زائران شهر بود.
پس از پیروزی‌هایش، امپراتور او را برای تمام بازی‌هایی که در زادگاهش لیکیه برگزار می‌شد، برای مادام‌العمر به سِمَت «زیستارچ» منصوب کرد. نام این مقام برگرفته از قسمت سرپوشیده سالن ورزشی بود در آن ورزشکاران می‌توانستند در زمستان تمرین کنند و در زمان رومیان به رئیس انجمن ورزشکاران و به‌طور تعمیم‌یافته به سازمان‌دهنده بازی‌ها اشاره داشت. فقط امپراتور می‌توانست یک زیستارچ را تعیین کند. به‌طور معمول، این موقعیت محدود به یک شهر واحد بود، اما مسئولیت‌های هرموجنس به کل ولایت لیکیه گسترش یافت، که بسیار نادر بود و نشان از شهرت درخشان او بود.